# International Arts and Entertainment Alliance
De International Arts and Entertainment Alliance (IAEA), is een internationale koepelorganisatie van vakbonden en vakcentrales in verschillende landen die de belangen behartigen van werknemers in de entertainmentbusiness wereldwijd.

## Ledenverdeling
- UNI Mei vertegenwoordigt 100 aangesloten vakcentrales uit 70 landen.
- FIA vertegenwoordigt 100 vakcentrales uit verschillende landen.
- FIM vertegenwoordigt 70 aangesloten vakcentrales uit 65 landen.